# D'Nash
D'Nash (connu sous le nom de Nash avant mars 2007) est un boys band espagnol constitué en 2005.

## Membres
- Basty, de son vrai nom Esteban Piñero Camacho est né le 28 février 1981
- Mikel, (Michael Hennet Sotomayor), né le 20 janvier 1983
- Javi, (Francisco Javier Alvares Colinet) né le 30 avril 1983

## Ex Membre
- Ony, (Antonio Martos Ortiz) né le 19 février 1981

## Histoire du Boys band
En 2005 les membres du groupe signent avec le label discographique Jamm Records.
Le premier single lancé est Capaz de todo en janvier 2006 et le disque éponyme est publié le 3 mars 2006, et se vend à plus de 20000 exemplaires. Ce groupe est influencé par des chanteurs importants comme Luis Fonsi, Justin Timberlake, Backstreet Boys, Sophie Ellis-Bextor ou encore Madonna, les thèmes sont rythmiques non dénués d'une certaine élégance musicale.

## Discographie
| Information sur l'album |
| --- |
| Capaz de Todo - Date de sortie: 27 mars 2006 (SPA) - Re-sortie: 16 novembre 2006 (SPA - Version pour Noël) - Re-sortie: 16 avril 2007 (SPA - Concours de l'eurovision) - Chart: #23 (SPA) - Ventes: 20,000 + - Singles officiels: - 2006: "Capaz de Todo" - 2006: "¿Dónde Estás?" - 2006: "Uno, Dos, Cuatro" (promo only) - 2006: "¿Qué Sabes del Amor?" (promo only) - 2007: "I Love You Mi Vida" (chanson espagnole du concours de l'eurovision 2007) |